# Organizzazione per l'educazione allo sport
L'Organizzazione per l'educazione allo sport (OPES) è un ente di promozione sportiva fondata nel 1980 e riconosciuta dal CONI (Comitato olimpico nazionale italiano) e dal Comitato Italiano Paralimpico (CIP).

## OPES - Risorse che Generano Valore
Fondato nel 1980, oggi OPES è un Ente di Promozione Sportiva riconosciuto da CONI e CIP (Comitato Italiano Paralimpico), nonché una Rete nazionale di Terzo Settore. Perseguendo la sua mission di generare valore nella società ed operando con la vision di ispirare ed alimentare il mondo dello sport e del Terzo Settore, promuove e organizza, senza scopi di lucro, piccoli e grandi eventi e realizza progetti a carattere sportivo, culturale, di promozione sociale, di volontariato, formativi e ricreativi, tanto in Italia quanto all’estero.
Oltre al riconoscimento di Ente di Promozione Sportiva, OPES è inoltre accreditato:
- dalla Presidenza del Consiglio dei Ministri - Dipartimento per le politiche giovanili ed il Servizio Civile Universale come Ente di Servizio Civile Universale;
- dal Ministero del Lavoro e delle Politiche sociali quale Rete nazionale di Terzo Settore, ed ancor prima Associazione di Promozione Sociale;
- dal MIUR (Ministero dell'Istruzione, Università e Ricerca) come Ente di Formazione del Personale della Scuola di ogni ordine e grado;
- dalla Regione Lazio come Ente di Formazione Professionale;
- è l'unico componente italiano di ENGSO (European Non-Governmental Sports Organisation);
- è socio del Forum del Terzo Settore.

## Organi di OPES
L'Assemblea Nazionale Elettiva del 23 maggio 2022 ha eletto per acclamazione Juri Morico come nuovo Presidente nazionale di OPES. Il ruolo di Segretario generale è stato affidato a Davide Fioriello.

## Attività sportiva
Fra le discipline sportive e le attività sociali, ricreative e culturali dell'ente rientrano:
- Aikido
- Beach Volley
- Burraco
- Calcio a 8
- Arrampicata sportiva
- Calcio
- Calcio balilla
- Arti Marziali
- Benessere Animali
- Calcio a cinque
- Calcio Freestyle
- Ciclismo
- Cinofilia
- Danza
- Equitazione
- Fitness, pesistica, funzionale e cultura fisica
- Fitness & Benessere
- Fitwalking
- Footgolf
- Formazione
- Futbol Sala
- Ginnastica Acrobatica Aerea
- Ginnastica artistica e ritmica
- Giochi di fuga a tempo
- Hockey subaqueo
- Judo
- Ju Jitsu
- Karate Shotokan (specialità Kata)
- Kendo
- Kali-Escrima/Pentjak Silat
- Kitesurf
- Karate
- Koshido Budo
- Krav Maga – Kapap
- M.M.A.
- Motori
- Ninjutsu
- Nuoto
- Outdoor
- Paddle Tennis
- Pallavolo
- Pickleball
- Podismo
- Salvamento Acquatico
- Security Program
- Stand Up Paddle e Surf
- Subacquea
- Subbuteo
- Surfcasting e Acque di superficie
- Tactical Defense Security Close Combat
- Taekwondo itf
- Taekwondo WT
- Tennis
- Tennistavolo
- Tiro a segno
- Vela
- Wushu Kung Fu
- Tiro con l’Arco
- Tiro dinamico

## Premio Città di Roma
OPES ha istituito nel 2015, il premio "Città di Roma", conferito ad individui o realtà associative che si siano contraddistinti per meriti sportivi, umani o sociali.

### I edizione
La prima edizione si è svolta a Roma il 21 aprile 2015.
Premiati
- Giovanni Malagò (presidente del CONI)
- Giorgia Meloni (politica)

### II edizione
La seconda edizione si è svolta a Roma il 21 aprile 2016.
Premiati
- Giuseppe Gentile (olimpionico)
- Laura Coccia (politica)

### III edizione
La terza edizione si è svolta a Roma nel 2017.
Premiati
- Alessandro Florenzi (calciatore)
- Laura Rogora (arrampicatrice)

### IV edizione
La quarta edizione si è svolta a Roma il 20 aprile 2018 ed è stata presentata da Enrico Varriale.
Premiati
- Andrea Montemurro (Presidente della Divisione Calcio a 5 della Lega Nazionale Dilettanti)
- Simona Quadarella (nuotatrice)

### V edizione
La quinta edizione si è svolta il 18 aprile 2019 a Roma.
Premiati
- Emanuele Blandamura (pugile)
- Manuela Furlan (capitano della nazionale di rugby a 15 femminile dell'Italia)
- Santa Lucia Sport Roma
- Microcredito Italiano S.p.A.
- Roma Volley Club
- Associazione Sportiva Roma
- CRI – Comitato Area Metropolitana di Roma Capitale
- Marco Aurelio Cup
- Fabio Fortuna (rettore dell'Università degli Studi "Niccolò Cusano")

### VI edizione
La sesta edizione si è svolta a Roma nel 2020.
Premiati
- Carola Garra (atleta di powerlifting)
- Daniele Funicelli (responsabile nazionale del settore arrampicata di OPES e membro più giovane della Giunta nazionale)

### VII edizione
La settima edizione si è svolta al Sheraton Golf Club Parco de' Medici a Roma il 19 maggio 2021 ed è stata presentata da Simona Rolandi.
Premiati
- Antonio Buccioni (presidente della Polisportiva S.S. Lazio)
- Arturo Mariani (calciatore della Nazionale italiana amputati e comunicatore)
- Giorgio Calcaterra (plurivincitore della 100 km del Passatore)
- Marco Iannuzzi (presidente del CIP Lazio)
- Progetti del Cuore (realtà presieduta da Annalisa Minetti, che è al fianco dei cittadini più deboli, di Comuni, Enti e Associazioni)
- Roma Cares (ONLUS legata all’impegno sociale della AS Roma)
- Roma Volley Club (squadra femminile di pallavolo)

### VIII edizione
L'ottava edizione è stata ospitata dal Salone d'Onore del CONI. 
Premiati
- Luca Pancalli (Presidente Comitato Italiano Paralimpico)
- Andrea Abodi (Presidente Istituto per il Credito Sportivo)
- Alessia Scortechini (medaglia d’oro nella 4×100 di nuoto alle paralimpiadi di Tokyo 2020)
- Cristina Cimino (olimpionica di ginnastica ritmica a Los Angeles nel 1984 ed attuale responsabile nazionale della ginnastica ritmica di OPES)
- Daniela De Angelis (responsabile strategia e responsabilità sociale della Federazione Italiana Rugby)
- Antonino Mancuso (coordinatore regionale del servizio educazione fisica e sportiva USR Lazio del MIUR)
- Associazione Cast Sub Roma 2000
- Davide Moscardelli (ex calciatore)
- Francesco Totti (ex calciatore)